# Jakob Piil
Jakob Piil Storm (né le 9 mars 1973 à Virum) est un coureur cycliste danois, professionnel de 1997 à 2007. C'est un coureur complet, connu pour sa combativité et sa capacité à se trouver dans les échappées décisives. Il est le cousin du coureur cycliste professionnel Jørgen Vagn Pedersen.

## Biographie
Jakob Pill commence sa carrière sur la piste en participant à des courses de six jours avec différents coéquipiers, notamment avec les Danois Michael Sandstød, Tayeb Braikia et Jimmi Madsen.
En 1997, il signe pour l 'équipe cycliste néerlandaise RDM, n'obtenant que quelques rares places dans les dix premiers lors de sa première saison professionnelle. Il signe ensuite un contrat avec l’équipe danoise Team Acceptcard pour 1998. Il y remporte sa première victoire professionnelle, le GP Skive. Piil se révèle en 1999, obtenant de nombreux bons résultats et une victoire au USPRO Championship. En 2000, il rejoint le Team Memory Card - Jack & Jones, qui deviendra le Team CSC. 
Sa première saison au sein de l'équipe Memory Card n'est pas à la hauteur de ses espoirs, même s'il obtient quelques résultats. Il est en effet victime d'un accident de voiture juste avant Milan-San Remo, ce qui perturbe les quatre premiers mois de sa saison. La saison suivante est bien meilleure pour Piil, qui remporte la Course de la Paix en mai et obtient une importante deuxième place lors de la 17e étape du Tour de France. Échappé avec 16 autres coureurs dès le cinquième kilomètre, Piil compte parmi les trois coureurs qui ne sont pas repris par le peloton, mais est battu par Serge Baguet. En 2002, Jakob Piil remporte le Tour du Danemark en août, puis en fin de saison sa plus belle victoire, la classique Paris-Tours après un sprint à deux face à Jacky Durand. Il cherche à nouveau cet été là à remporter une étape du Tour de France, mais sans succès : il déchausse dans le sprint de la 18e étape, et termine troisième, devancé par ses compagnons d'échappée Thor Hushovd et Christophe Mengin. 
En 2003 il remporte à nouveau plusieurs courses, et en particulier la 10e du Tour de France. Après une longue échappée de 9 coureurs, il bat au sprint l’Italien Fabio Sacchi, à qui il serre la main avant de lui disputer la victoire. Contraignant son adversaire à lancer le sprint, il profite de son aspiration pour le devancer dans les derniers mètres. Piil cherche à remporter une nouvelle étape en 2004, mais sans succès, et il connaît une saison 2005 difficile, marquée par plusieurs blessures, qui lui valent d'être écarté de l’équipe CSC pour le Tour de France. A la place, il participe à la Vuelta, où il fait à nouveau preuve de combativité avant de quitter la course, malade. Il retrouve néanmoins ses facultés à temps pour le Championnat du monde, dont il prend la 5e place.
En 2006, Piil n'est sélectionné pour aucun grand tour. Il quitte alors CSC pour l’équipe allemande T-Mobile Team, où il court un an avant de mettre fin à sa carrière.

## Palmarès sur route

### Par année
- 1995
  - 2ea et 5e étapes de la Cinturón a Mallorca
- 1997
  -  Champion du Danemark du contre-la-montre par équipes
- 1999
  - First Union Invitational
  - USPRO Championship
  - Tour de Suède :
    - Classement général
    - 2e étape

  - Lancaster Classic
  - 2e du Grand Prix de Villers-Cotterêts
- 2000
  -  Champion du Danemark du contre-la-montre par équipes (avec Jesper Skibby et Nicolai Bo Larsen)
- 2001
  -  Champion du Danemark sur route
  - Grand Prix d'ouverture La Marseillaise
  - Course de la Paix :
    - Classement général
    - 3e et 7e étapes

  - 3e du Grand Prix du canton d'Argovie
- 2002
  - 5e étape de la Course de la Paix
  - Tour du Danemark
    - Classement général
    - 1re étape

  - Paris-Tours
- 2003
  - CSC Classic
  - Wachovia invitational
  - 10e étape du Tour de France
  - Lancaster Classic
- 2005
  - 3e de l'Eindhiven Team Time Trial (avec l'équipe Team CSC)
  - 6e du championnat du monde sur route
- 2006
  - 1reb étape de la Semaine internationale Coppi et Bartali (contre-la-montre par équipes)
  - 2e du Grand Prix de l'industrie, du commerce et de l'artisanat de Carnago
  - 5e du Grand Prix de Plouay

### Résultats sur les grands tours

#### Tour de France
4 participations
- 2001 : 117e
- 2002 : 125e
- 2003 : 113e, vainqueur de la 10e étape
- 2004 : non-partant (15e étape)

#### Tour d'Espagne
1 participation
- 2005 : abandon (12e étape)

## Palmarès sur piste

### Jeux olympiques
- Sydney 2000
  - 12e de l'américaine

### Championnats du monde
- Berlin 1999
  -  Médaille d'argent de l'américaine (avec Jimmi Madsen)

### Coupe du monde
- 1997
  - 1er de l'américaine à Athènes (avec Tayeb Braikia)
  - 2e de la poursuite par équipes à Athènes
  - 2ede la course aux points à Adelaïde
- 1998
  - 3e de la poursuite par équipes à Victoria
  - 3e de l'américaine à Victoria
- 1999
  - 2e de la poursuite par équipes à Cali
  - 3e de la course aux points à Fiorenzuola d'Arda

### Six jours
- Six jours de Grenoble : 1997 (avec Tayeb Braikia)
- Six jours de Copenhague : 2005 (avec Jimmi Madsen)

### Championnats des Pays nordiques
- Champion des Pays nordiques de poursuite par équipes en 1994, 1995 et 1996
- Champion des Pays nordiques de poursuite individuelle en 1997
- Champion des Pays nordiques de course aux points en 1997

### Championnats du Danemark
- Champion du Danemark de la poursuite par équipes en 1994 et 1998
- Champion du Danemark de la course aux points en 1994
- Champion du Danemark de l'américaine en 1995 (avec Lars Otto Olsen), 1997 (avec Michael Sandstød) et 2000 (avec Jimmi Madsen)

## Récompenses
- Cycliste danois de l'année en 2002